# فرودگاه کرچویتسی

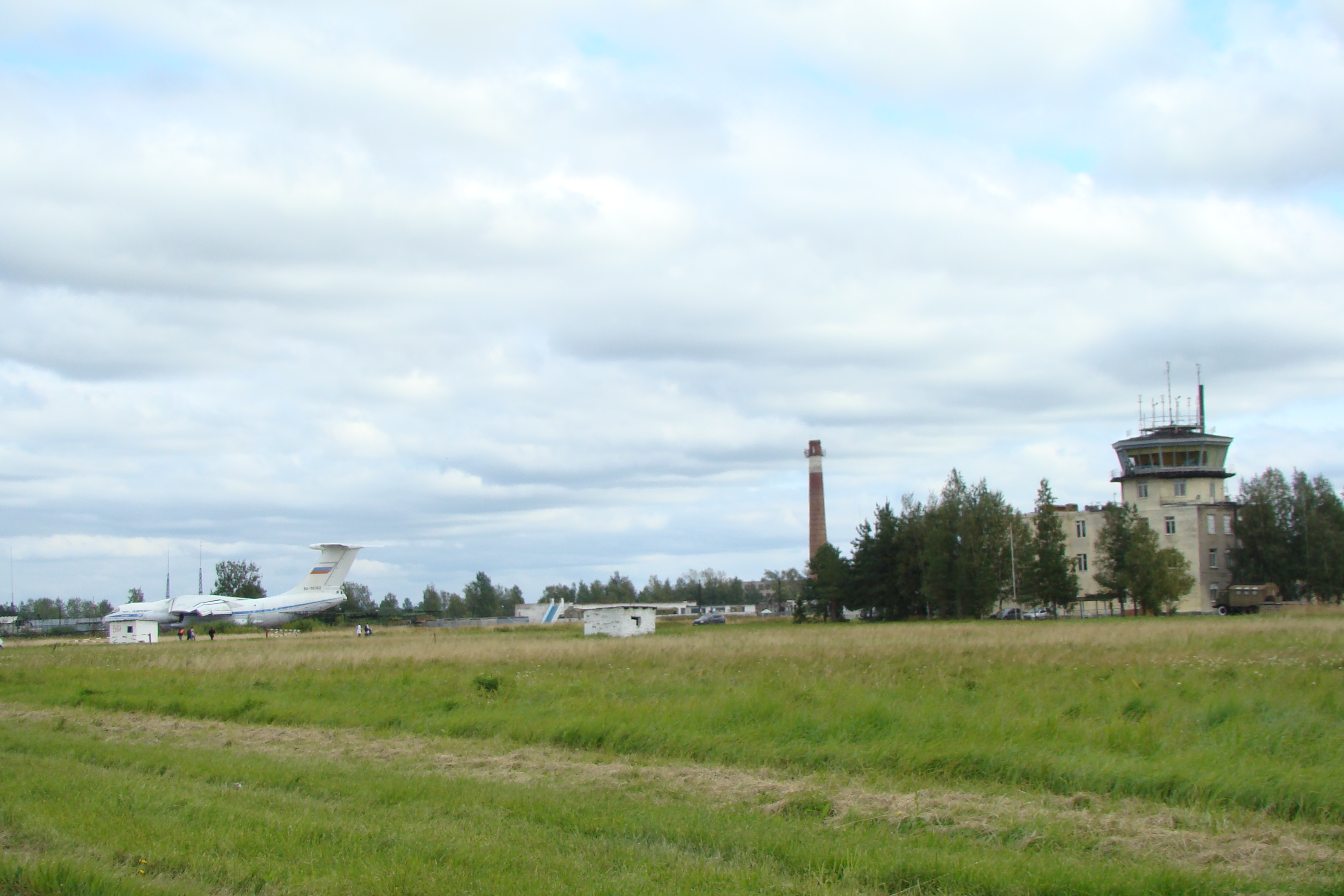
فرودگاه کرچویتسی

فرودگاه کرچویتسی  (به انگلیسی: Krechevitsy Airport) یک فرودگاه نظامی است که یک باند فرود بتن دارد و طول باند آن ۲۰۰۰ متر است. این فرودگاه در شهر ولیکی نووگورود کشور روسیه قرار دارد و در ارتفاع ۲۶ متری از سطح دریا واقع شده است.